# Platyroptilon papau
Platyroptilon papau är en tvåvingeart som beskrevs av Loïc Matile 1990. Platyroptilon papau ingår i släktet Platyroptilon och familjen platthornsmyggor. Inga underarter finns listade i Catalogue of Life.